# Замок Штайнэгг (Нойхаузен)
Замок Штайнэгг — средневековый в своей основе замок в немецкой общине Нойхаузен (Энцкрайс) в федеральной земле Баден-Вюртемберг.

## Расположение
Замок выстроен в небольшой балке на высоте 410 м над уровнем моря, и расположен в лесопарковой зоне на окраине одноимённой деревни, входящей в состав общины Нойхаузен, примерно в 15 километрах к юго-востоку от Пфорцхайма.

## История
На возвышении позади ныне существующего строения в высоком Средневековье располагался другой одноимённый замок, возведение которого приписывается Адальберту фон Штайнэггу, одному из министериалов графов Кальва.
В 1324 г. замок с прилегающим владением отошёл роду фон Штайн, и в XV в. — после разгрома «Шлеглербунда» (нем. Schleglerbund; произведено от Schlägel/Schlegel, которое можно перевести как «булава»), выступавшего за упрочение прав мелкого дворянства, — Дитеру V фон Геммингену. Одноимённый сын последнего, служивший при баденском дворе гофмейстером, в первой половине XV в. построил для себя новый замок, который с тех пор стал основной резиденцией Геммингенов-Штайнэггов.
Видимо, в XVI в. замок был перестроен в стиле ренессанс.
Последним проживавшим в замке представителем рода был Юлиус фон Гемминген-Штайнэгг (1774—1842), передавший в 1835 г. владение Штайнэгг своим сыновьям Эдуарду и Густаву, которые, однако, спустя 4 года продали его Бадену.
Баденское правительство планировало разместить в замке пивоварню, либо прядильную мануфактуру, что не пришлось по вкусу Эдуарду фон Геммингену, и в 1840 г. он выкупил родовое гнездо обратно. По его же указанию вскорости были вскрыты крыши, и замок в самое быстрое время превратился в руины — решение, которое многие посчитали признаком психического нездоровья.
В 1928 г. за восстановление замка взялась Сент-Клер фон Гемминген (1863—1951), основавшая в 1933 г. специальный фонд, Steinegg-Bund, который не только должен был заняться изучением наследия её прадеда Юлиуса фон Гемминген-Штайнэгга, но и поддержкой евангелической общины в Хагеншисе и в Штайнэгге.
Посредством специального договора, предусматривавшего полное восстановление сооружения и его общественное использование, замок Штайнэгг перешёл в 1958 г. в собственность евангелической общины Пфорцхайма.
В конечном счёте после многолетних строительных работ, поддержанных как финансовыми средствами земли Баден-Вюртемберг, так и пожертвованиями семьи Гемминген, замок был отстроен заново.

## Современное использование
В замке открыт центр досуга и гостиница евангелической общины Пфорцхайма, основными пользователями которых являются школы, детские сады, молодёжные группы и клубы.
Для туристов предлагается брошюра с описанием истории здания.